# PSNI FC
PSNI FC (Police Service of Northern Ireland Football Club) is een Noord-Ierse voetbalclub uit Belfast.
De club werd in 1928 opgericht als RUC (Royal Ulster Constabulary) en veranderde haar naam in 2002 in de huidige nadat ook de Noord-Ierse politie van naam veranderde. Sinds 1956 kwam de club uit in de Northern Amateur Football League en vanaf 1975 speelt de club in de Irish League B Division. In 2017 promoveerde PSNI naar de NIFL Championship. In 2020 keerde de club weer terug naar het derde niveau.

## Eindklasseringen
| 12 |

| 15 |

| 6 |

| 7 |

| 3 |

| 6 |

| 7 |

| 3 |

| 4 |

| 10 |

| 13 |

| 8 |

| 2 |

| 13 |

| 2 |

| 4 |

| 8 |

| 11 |

| 12 |

| - |

| 10 |

| 12 |

| 14 |

| NIFL Premiership | NIFL Championship | NIFL Premier Intermediate League |

De drie NIFL-divisies hebben in de loop der jaren diverse namen gekend, zie Northern Ireland football league system.